# Contea di Clay (Illinois)
La contea di Clay (in inglese Clay County) è una contea dello Stato USA dell'Illinois. Il nome le è stato dato in onore di Henry Clay, famoso statista statunitense. Al censimento del 2000 la popolazione era di 14 560 abitanti. Il suo capoluogo è Louisville.

## Geografia fisica
L'U.S. Census Bureau certifica che l'estensione della contea è di 1217 km², di cui 1215 km² composti da terra e 2 km² composti di acqua.

## Contee confinanti
- Contea di Jasper, Illinois - nord-est
- Contea di Richland, Illinois - est
- Contea di Wayne, Illinois - sud
- Contea di Marion, Illinois - ovest
- Contea di Fayette, Illinois - nord-ovest
- Contea di Effingham, Illinois - nord-ovest

## Maggiori città
- Clay City
- Flora
- Iola
- Louisville
- Sailor Springs
- Xenia

## Storia
La Contea di Clay venne istituita nel 1824 da parti delle contee di Wayne, Crawford e Fayette.